# Râul Păiușeni
Râul Păiușeni este un curs de apă, afluent al râului Recea. 